# Chimenea industrial La Constructora
La chimenea industrial La Constructora es una estructura situada en la avenida de la Hispanidad del municipio de Alcira, en la provincia de Valencia (España). 
Está protegido con la categoría de Bien de Relevancia Local, identificador número 46.20.017-017.

## Historia
En el año 1913, un grupo de albañiles alcireños crean la sociedad Industrial Constructora. Posteriormente pasó a denominarse La Constructora. Estaba situada en la entrada de Alcira. La chimenea fue construida por un maestro de obras conocido como El Ángel. A principios del siglo XXI dicha chimenea originaria perdura con uso meramente monumental dentro de una zona destinada a viviendas.

## Descripción
La chimenea está construida con ladrillo macizo, situado de tal forma que al ascender va girando de forma helicoidal.